# Keita Ichikawa
Keita Ichikawa (født 3. oktober 1990) er en japansk fodboldspiller, som spiller for den japanske fodboldklub Thespakusatsu Gunma.